# 石川県立七尾東雲高等学校
石川県立七尾東雲高等学校（いしかわけんりつ ななおしののめこうとうがっこう、英: Ishikawa Prefectural Nanao Shinonome High School）は、石川県七尾市下町にある公立の高等学校。

## 概要
1999年（平成11年）5月の石川県高等学校再編整備計画により石川県立七尾工業高等学校・石川県立七尾商業高等学校・石川県立七尾農業高等学校の七尾市内の3職業高等学校を移行し新規開校した高等学校である。
2008年（平成20年）に七尾市内の石川県立中島高等学校を統合し、新たに「演劇科」（旧「演劇コース」）を設置。

## 設置学科
- 機械システム科（2年次から下記の2コースに分かれる）
  - 機械コース
  - 電気コース
- 演劇科
- 総合学科（1年次から下記の2系列に分かれる）
  - 農業系列
  - ビジネス系列

## 沿革
- 2000年（平成12年）3月24日 - 石川県立七尾東雲高等学校設立許可。
- 2002年（平成14年）12月3日 - 特別教室棟（A棟・B棟）起工、起工式挙行。
- 2004年（平成16年）
  - 2月9日 - 特別教室棟（A棟・B棟）竣工。
  - 4月1日 - 石川県学校条例により石川県立七尾東雲高等学校として発足（工業科、総合学科）。
  - 4月7日 - 開校式、第1回入学式を挙行。
  - 9月14日 - 管理棟（C棟）、管理教室棟（D棟）起工。
- 2005年（平成17年）
  - 9月6日 - 教育活動活性化センター起工。
  - 10月31日 - 管理棟、管理教室棟竣工。
  - 11月21日 - 第2体育館起工。
- 2006年（平成18年）
  - 3月4日 - 併合校となる七尾農業高校閉校式。
  - 3月5日 - 同、七尾工業高校閉校式。
  - 3月11日 - 同、七尾商業高校閉校式。
  - 6月12日 - 教育活性化センター竣工。
  - 10月31日 - 第2体育館竣工。
- 2007年（平成19年）
  - 3月3日 - 第1回卒業式挙行。
  - 10月28日 - 新校舎完成記念式典挙行。
- 2008年（平成20年）4月1日 - 石川県立中島高等学校普通科演劇コースを継承し、演劇科を設置。
- 2009年（平成21年）
  - 8月6日 - 演劇科実習棟起工。
  - 12月18日 - 演劇科実習棟竣工。
- 2013年（平成25年）4月1日 - テクニカル工学科及びデジタル工学科を電子機械科、総合学科を総合経営学科に学科改編。
- 2020年（令和2年）4月1日 - 電子機械科を機械システム科、総合経営学科を総合学科に学科改編。
- 2024年（令和6年）1月1日 - 能登半島地震が発生。学校が避難所となり[2]三学期の始業式は延期された[3]。

## 教育方針
- 県内でも比較的校舎が新しく、七尾商業高校・七尾農業高校、七尾工業高校が1つになり、それぞれの教育内容や伝統を受け継いでいるため、学科やコースの種類が豊富。
- 「電子機械科機械コース2年→3年」「電子機械科電気コース2年→3年」「演劇科」はクラス替えが無し。

### 機械システム科・機械コース
設計・機械加工や電気・電子に関する基礎･基本を学び、実践力を身につける。旋盤などを使った機械加工や、アーク溶接を主とした実習を行う。
- 第1学年「11H・12H」

（1年次は機械コース・電気コース共通）
- 第2学年「21H」
- 第3学年「31H」

### 機械システム科・電気コース
設計・機械加工や電気・電子に関する基礎･基本を学び、実践力を身につける。低圧電気工事など、第二種電気工事士取得に向けた内容の実習を行う。
- 第1学年「11H・12H」

（1年次は機械コース・電気コース共通）
- 第2学年「22H」
- 第3学年「32H」

### 演劇科
演劇教育を通した人間形成を図り、自己表現力やコミュニケーション能力を身につける。能登演劇堂が学習活動をサポートする。仲代達矢をはじめ無名塾塾員、その他専門家による特別指導が受けられる。
- 第1学年「13H」
- 第2学年「23H」
- 第3学年「33H」

### 総合学科
総合経営学科から学科改編し、1年次から農業・ビジネス（商業）の系列を選択し、より専門性の高い学習をし、専門学科の特徴を活かして進学および公務員合格者増加を目指す。
- 第1学年「14H」「15H」
- 第2学年「24H」
- 第3学年「34H」

### 教育目標
1. 将来を見据え、自ら学び、考え、判断・行動できる力を育てる。
2. 基礎・基本を確実に身につけ、個性を磨いて確かな実践力や創造力を育てる。
3. 郷土（ふるさと）に誇りと愛着が持てる心の豊かさ、健康な生活を送るための基盤を成す体力、社会の有為な一員として必要な社会性と規範意識を育てる。

## 卒業までに取得できる資格（電子機械科）
※2年次コース選択で学ぶ範囲が変わるので実際にすべて取得できるとは限りません。※
（特に電子機械科は2年次にコース選択をするＣＧデザインコースや電子情報コースは、希望者が少ない場合開講されない可能性がここ数年高い。）
- 情報技術検定
- 計算技術検定
- ガス溶接
- 特殊無線技士
- 基礎製図検定
- フォークリフト
- 機械製図検定
- 第一種電気工事士
- 第二種電気工事士
- 第三種電気主任技術者
- 工事担任者
- ITパスポート
- 危険物取扱者
- 毒物劇物取扱者
- 基本情報処理技術者
- レタリング検定
- 色彩検定
- ＣＧクリエータ検定
- lllustratorクリエイター能力認定試験

【技能士】
- 旋盤3級・2級
- 機械検査
- 機械保全
- 電子回路組立
- シーケンス制御

## 学校行事
- 4月：新任式、始業式、入学式、前期生徒会役員選挙、遠足
- 5月：
- 6月：衣替え（夏服）、演劇科卒業公演、陸上競技大会
- 7月：企業訪問、夏期補習（前期）
- 8月：夏期補習（後期）
- 9月：避難訓練
- 10月：衣替え（冬服）、無名塾特別授業、校内マラソン大会
- 11月：修学旅行
- 12月：校内球技大会、冬期補習
- 1月：課題研究発表会（工業科）
- 2月：卒業式予行
- 3月：卒業式、予備入学、終業式、離任式

## 部活動

### 運動部
- 陸上競技部 - 個人種目でインターハイ入賞、国民体育大会入賞など、数多くの実績を挙げる。
- 野球部 - 2011年（平成23年）には夏の県大会で初のベスト16強入り。創部は2004年（平成16年）。
- バスケットボール部
- バレーボール部
- ソフトテニス部
- 弓道部
- 卓球部
- サッカー部
- 登山部
- バドミントン部
- 剣道部 - 2008年（平成20年）に同好会から部になる。
- 女子ソフトボール部
- ウエイトリフティング同好会

陸上部､弓道部､テニス部が強豪である。2006年（平成18年）度県高校総体では弓道部が学校初の優勝旗を勝ち取る。新設わずか2年目でこの成績は全国的にも異例である。陸上部やテニス部の活躍も県内では上位クラスであり、陸上個人ではインターハイ、国民体育大会等数々の入賞を果たしている。
野球部は2011年（平成23年）の夏の県大会で前年度準優勝した尾山台高校を破っている。

### 文化部
- 演劇部
- 茶道部
- 美術部
- 吹奏楽部
- 家庭部
- ダンス部 - 2012年（平成24年）度より演劇科ダンスコースから部になる。
- 工業研究部（旧コンピュータ部）
- ビジネス研究部
- フラワーデザイン部

## 校歌
作詞：佐々木守、作曲：渡辺俊幸

## 所在地
〒926-8555 石川県七尾市下町戊部12番1

## アクセス
- JR七尾線徳田駅 徒歩10分。